# Nymphaea colorata
Nymphaea colorata es una especie de planta acuática de la familia de las ninfáceas. Es nativa del este de África (Tanzania). Fue descrita por primera vez por A. Peter en 1928.

## Descripción
Nymphaea colorata abre en flor durante el día. Su flor tiene color azul oscuro a color violeta y se compone de 4-5 sépalos y 13-15 pétalos. Tiene forma de copa de un diámetro de 11-14 cm. Las hojas son de color verde en la parte superior y en la inferior de violeta azulado. Su tamaño es de unos 20-23 cm y su propagación es 0,9 a 1,8 m.

## Usos
Nymphaea colorata se utiliza como un adorno de flores y tiene la ventaja de tener un largo periodo de floración. Además, mantiene la floración cuando la temperatura desciende a -18 C. Se ha utilizado para crear varios cultivares e híbridos.